# Harpokrates
Grška oblika egipčanskega boga Heru-pa-khered (Hor otrok). Za stare egipčane je Hor kot otrok (Heru-sa-Aset) predstavljal novorojeno Sonce, ki vzhaja vsako jutro. 
Po Aleksandrovi osvojitvi Egipta, so Grki za časa Ptolomejske dinastije pretvorili mladega Hora v Harpocratesa.
Heru-pa-khered (Harpocrates) je bil upodobljen kot goli deček, ki sesa svoj prst. V templjih je bil Heru-pa-khered upodobljen stoječ na hrbtu krokodila, medtem ko v stegnjenih rokah drži kačo. Stele na katerih je bil upodobljen, so svečeniki potopljali v vodo, ki se je nato uporabljala za potrebe blagoslovljenja in ozdravljenja. 

Velja omeniti, da je goli deček, ki drži roko k ustom tudi podoba hieroglifa, ki pomeni otrok oziroma »deček« 
| A17 |